# Hester Carsten
Hester Carsten, tijdens haar huwelijk ook bekend als Hester Schröfer-Carsten (Mojokerto, 15 november 1898 - Rijswijk, 30 september 1987) was een Nederlands fotograaf die actief was in het midden van de twintigste eeuw. Carsten maakte veelal foto's tijdens haar reizen in het buitenland. Ze verwierf in Nederland en Nieuw-Zeeland bekendheid met foto's van Maori objecten, personen en landschappen. Haar foto's werden gebruikt in tijdschriften, waaronder in de Katholieke Illustratie. Carsten fotografeerde met onder meer een Rolleicord camera.

## Levensloop
Carsten werd geboren op 15 november 1898 in Nederlands-Indië. Ze was de dochter van Cornelis Carsten en de inlandse vrouw Sadinah. In 1901 verhuisde Carsten met haar vader en oudere zus van Nederlands-Indië naar Den Haag. Carsten volgde naar eigen zeggen vanwege omstandigheden geen opleiding tot fotograaf. Van oktober 1927 tot augustus 1928 verbleef Carsten met kunstschilder Philip Zilcken in Villefranche-sur-Mer.
In april 1936 trouwde zij met Willem Schrofer. Het huwelijk liep in november 1940 op de klippen. In 1940 werd het werk van Carsten tentoongesteld in de bovenzaal van My Home van Bas van Pelt in Den Haag. Bij de expositie werden dierenfoto's en portretfoto's van kinderen en volwassen getoond. Carsten werkte af en toe samen met Van Pelt, ze fotografeerde voor hem zijn afgeronde interieurprojecten.
Het atelier van Carsten bevond zich in een pand tegenover het pand van My Home. Het atelier was het voormalige atelier van de Oostenrijkse kunstenaar Norbert Kraus. In 1948 exposeerde Carsten in het gebouw van de Haagse Kunstkring.
In 1951 vertrok Carsten voor negen maanden naar Nieuw-Zeeland. In 1952 vertrok ze opnieuw, dit maal voor vier maanden. In Nieuw-Zeeland fotografeerde ze veelal Maori objecten, personen en landschappen. Enkele van deze foto's werden gepubliceerd in het Nieuw-Zeelandse literaire tijdschrift Landfall. Tijdens haar reis interviewde ze voor het dagblad Auckland Star Nederlandse emigranten over hun nieuwe leven in Nieuw-Zeeland. Daarnaast werd ze geïnterviewd over haar werk door de Wellington Post. De reportages die ze over haar reis schreef werden gepubliceerd in enkele Nederlandse weekbladen.

## Wetenswaardigheden
- Een foto die Carsten maakte tijdens haar reis in Nieuw-Zeeland was onderdeel van de tentoonstelling Rare Snuiters (2003) die werd samengesteld door bioloog Midas Dekkers.[14]
- Carsten werd enkele malen geportretteerd door bevriende kunstenaars, waaronder door Philip Zilcken en Julie van der Veen.[15][16]